# Ramadan Çitaku
Ramadan Çitaku (ur. 1914 w Mitrowicy, zm. 4 lub 5 kwietnia 1990) – minister finansów Albanii w latach 1944–1948, ambasador Albańskiej Republiki Ludowej w Belgradzie w latach 1947-1948.

## Życiorys
Uczył się w Szkole Technicznej im. Harry’ego Fultza w Tiranie.
W sierpniu 1942 utworzono jeden z oddziałów Armii Narodowo-Wyzwoleńczej, w którym Çitaku pełnił funkcje komisarza. Był również jednym ze współzałożycieli Komunistycznej Partii Albanii, w marcu 1943 wybrano go członkiem Komitetu Centralnego. Już w następnym roku został z niego wydalony, od 22 października 1944 do 6 lutego 1948 pełnił funkcję ministra finansów. W tym czasie skonfiskowano 350 ton złota będącego własnością prywatną albańskich obywateli.
W latach 1945–1950 był deputowanym do albańskiego parlamentu. W 1946 roku został pierwszym przewodniczącym powstałego w Tiranie Towarzystwa Przyjaźni Albańsko-Jugosłowiańskiej.
W 1947 roku został ambasadorem Albańskiej Republiki Ludowej w Belgradzie, jednak w październiku 1948 roku wrócił do Albanii z powodu zerwania przez Albanię relacji z Jugosławią. Çitaku nie został ukarany za postawę pro-jugosłowiańską, nawet pełnił funkcję ambasadora Albanii w innych krajach oraz był długoletnim dyrektorem jednego z albańskich banków.
Zmarł dnia 4 lub 5 kwietnia 1990 roku; pogrzeb odbył się 6 kwietnia. Na jego pogrzebie byli m.in. członkowie Komitetu Centralnego Albańskiej Partii Pracy: Rita Marko i Manush Myftiu oraz kandydaci na członka Komitetu Centralnego: Pirro Kondi, Kiço Mustaqi i Llambi Gegprifti.

## Upamiętnienia
Imieniem Ramadana Çitaku nazwano jedną z ulic w tirańskiej dzielnicy Paskuqan.